# Créchy
Créchy – miejscowość i gmina we Francji, w regionie Owernia-Rodan-Alpy, w departamencie Allier.

## Demografia
Według danych na rok 1990 gminę zamieszkiwało 481 osób, a gęstość zaludnienia wynosiła 41 osób/km². W styczniu 2015 r. Créchy zamieszkiwały 493 osoby, przy gęstości zaludnienia wynoszącej 42 osoby/km².